# Tricalysia fililoba
Tricalysia fililoba är en måreväxtart som beskrevs av Kurt Krause. Tricalysia fililoba ingår i släktet Tricalysia och familjen måreväxter.
Artens utbredningsområde är Kongo-Kinshasa. Inga underarter finns listade i Catalogue of Life.